# Claudine Desmarteau
Claudine Desmarteau, née le  21 décembre 1963, est une auteure et illustratrice française.

## Biographie
Claudine Desmarteau grandit en région parisienne. Son père est photographe dans le secteur automobile. Elle doit son prénom à sa mère passionnée de littérature, comme un clin d'œil à la Claudine de Colette. Elle est diplômée de l'École supérieure des arts appliqués Duperré. Elle travaille tout d'abord comme directrice artistique dans la publicité, tout en dessinant pour la presse, notamment pour Télérama, L'Obs, Les Inrockuptibles ou Le Monde.
En 1999, elle rencontre Brigitte Morel et Jacques Binsztok des éditions du Seuil et intègre le monde de la littérature d'enfance et de jeunesse, avec son premier album illustré Petit Guerrier. Elle abandonne la publicité en 2001, pour se consacrer à l'écriture.

## Inspirations romanesques
Son répertoire varie, des albums illustrés à l'attention des plus jeunes, aux romans pour adolescents,. Le Petit Gus, écolier parisien à la vie trépidante, est l'un des personnages principaux de son univers,. Elle ne fuit pas la comparaison avec le personnage du Petit Nicolas, tant elle qualifie René Goscinny et Jean-Marc Reiser de modèles. Martine Laval dans son avis critique de Télérama en 2010 écrit : « Petit Gus, le personnage, a tout de Claudine Desmarteau, auteur et illustratrice : même effronterie, même drôlerie, même sensibilité »
Claudine Desmarteau s'inspire de son enfance, de la musique et des films inhérents aux années 1970 pour donner vie à ses histoires, comme elle le raconte dans l'album Mes années 70 aux Éditions du Panama, une « sorte d'autobiographie satirique » selon Télérama.
Dans son roman Jan paru en 2016 aux Éditions Thierry Magnier, elle rend hommage au cinéaste François Truffaut et au personnage d'Antoine Doinel, à travers les traits d'une fillette à la langue bien pendue. En écho à l'un de ses premiers albums, C'est écrit là-haut (2000), l'auteure s'oppose à la fatalité d'une vie en dénonçant notamment l'atavisme familial.
En 2017, elle indique : « Enfant, j’ai passionnément aimé Huckleberry Finn, Fifi Brindacier et Antoine Doinel - auquel je fais référence dans Jan. (...) Ils sont fragiles et naïfs, mais aussi forts et libres. Ils refusent de se soumettre à l’autorité arbitraire et aux ordres des adultes. »
En 2020, elle publie Comme des frères en littérature générale aux éditions de L'Iconoclaste, et en 2021 La vie d'Andrés Mora aux Éditions Gallimard.
En 2023 est publié son roman ado Au nom de Chris, autour du harcèlement scolaire. Pour l'avis critique de Télérama, « Le texte, organisé en quatre saisons, pour finir sur le printemps et ses promesses, oscille entre récit classique et poésie en prose. L’aventure de ce roman, d’une rare puissance, est d’abord dans ses mots. » Le roman est lauréat du Prix Vendredi 2023.

## Œuvres

### Romans
- Teen song[16], Albin Michel Jeunesse, 192p, 2010,  (ISBN 2226209581)
- Troubles[5],[4], Albin Michel Jeunesse, 192p, 2012,  (ISBN 2226242899)
- Jan[11], Éditions Thierry Magnier, 248p, 2016,  (ISBN 2364748461)
- T'arracher[17], Éditions Thierry Magnier, 160p, 2017,  (ISBN 1035200767)
- Un mois à l'ouest[18], Éditions Thierry Magnier, 176p, 2018,  (ISBN 979-1035201470)
- Comme des frères, L'Iconoclaste, 272p, 2020  (ISBN 978-2378801168)
- La vie d'Andrés Mora, Sygne, Gallimard, 352p, 2021,  (ISBN 9782072942389)
- Au nom de Chris[14], Gallimard Jeunesse, 336p, 2023,  (ISBN 978-2075175654), Prix Vendredi[15] 2023
- Le Nobel des massacreurs, Sygne, Gallimard, 400p, 2024,  (ISBN 978-2073063403)

#### Séries
- Le Petit Gus, Albin Michel Jeunesse,

1. Le petit Gus, 154p, 2010,  (ISBN 2226209328)
2. Le petit Gus fait sa crise[9], 160p, 2010,  (ISBN 2226209336)
3. Le petit Gus en grandes vacances, 160p, 2011,  (ISBN 2226220321)
4. Le petit Gus au collège[6], 160p, 2013,  (ISBN 2226250743)

- Trouilleland, Éditions du Panama,

1. Trouilleland - Tome 1 : Angie largue les amarres, 304p, 2005,  (ISBN 2755700157)
2. Trouilleland - Tome 2 : Mortel retour, 304p, 2006,  (ISBN 2755701145)

### Livres illustrés
- Petit guerrier, Seuil jeunesse, 1999
- Maman était petite avant d'être grande, avec Valérie Larrondo, 48p, 1999,  (ISBN 2020335123)
- C'est écrit là-haut, Seuil Jeunesse, 40p, 2000,  (ISBN 2020404400)
- Dictionnaire : Le Petit Rebelle, Seuil Jeunesse, 80p, 2001,  (ISBN 2020491397)
- Je veux un clone !, Seuil Jeunesse, 52p, 2002,  (ISBN 2020537850)
- Vu à la télé, Seuil jeunesse, 2003
- Dictionnaire des synonymes, Seuil Jeunesse, 70p, 2004,  (ISBN 202066836X)
- Tous jaloux, Seuil Jeunesse, 48p, 2004,  (ISBN 2020628422)
- Flamzy le petit dragon, illustrations de Ronan Badel, Seuil Jeunesse, 37p, 2007,  (ISBN 2020908255)
- Mes années 70[10], Éditions du Panama, 58p, 2008,  (ISBN 284865466X)
- Mes petits démons, Albin Michel Jeunesse, 40p, 2010,  (ISBN 9782226209634)
- Hit parade des chansons qu'on déteste, Éditions Sarbacane, 38p, 2012,  (ISBN 2848655488)
- Dictionnaire des marteaux, Seuil Jeunesse, 152p, 2013,  (ISBN 2021099261)
- Transforme-toi, Flammarion Jeunesse Pere Castor, 128p, 2016,  (ISBN 2081373947)
- Christopher Colombo[19], Albin Michel Jeunesse, 149p, 2016,  (ISBN 2226325166)

#### Séries
- Salpote, Éditions Thierry Magnier

1. Salpote t'aide à préserver la planète, 2007,  (ISBN 284420533X)
2. Salpote te met au régime, 2007
3. Salpote t'explique le respect, 48p, 2008,  (ISBN 2844206182)
4. Conjugue l'être et l'avoir avec Salpote, 48p, 2008,  (ISBN 2844206174)

- Les Conjugouillons, Flammarion Jeunesse
- Nos amis les Conjugouillons, 48p, 2024,  (ISBN 2080457551)

1. Les Conjugouillons, Tome 1 : J'aime donc je suis, 32p, 2018,  (ISBN 2081431203)
2. Les Conjugouillons, Tome 2 : Qui vivra verra, 32p, 2018,  (ISBN 2081431173)
3. Les Conjugouillons, Tome 3 : J'écrivis un chef-d'œuvre, 32p, 2018,  (ISBN 2081431181)
4. Les Conjugouillons, Tome 4 : Faudrait se bouger, 32p, 2018,  (ISBN 208143119X)
5. Les Conjugouillons, Tome 5 : Je me suis fait avoir, 2019
6. Les Conjugouillons, Tome 6 : Au moins t'auras essayé !, 2019
7. Les Conjugouillons, Tome 7 : C'était mieux avant, 2019
8. Les Conjugouillons, Tome 8 : Qu'on nous lâche la couenne, 2019
9. Les Conjugouillons, Tome 9 : Qu'ils se tapassent l'incruste, 2020
10. Les Conjugouillons, Tome 10 : Nous eûmes adoré vous publier, 2020

## Prix et distinctions
- Mention prix BolognaRagazzi 2002[20] (Foire internationale du livre jeunesse de Bologne, Italie), Catégorie Fiction, pour  Dictionnaire : Le petit rebelle
- Prix Vendredi 2023[15] pour Au nom de Chris